# Estadio Municipal de Anduva
El Estadio Municipal de Anduva, o simplemente Estadio de Anduva, es un campo de fútbol ubicado en la ciudad de Miranda de Ebro (Burgos) España. Fue inaugurado el 22 de enero de 1950, pertenece al Ayuntamiento de Miranda de Ebro y es utilizado por el Club Deportivo Mirandés.

## Historia
El estadio de Anduva se inauguró oficialmente el 22 de enero de 1950, aunque se celebró el primer partido oficial el 18 de septiembre de 1949 con motivo del inicio de liga. El partido inaugural, de tercera división, enfrentó al Club Deportivo Mirandés con el Club Deportivo Logroñés, y el resultado fue de 0:1 a favor de los visitantes.
Se dotó al recinto de una capacidad para 6000 espectadores sentados, y unas dimensiones del terreno de juego de 105 × 68 metros de césped natural. Su precio ascendió a las 693 000 pesetas.
Con los años el estadio ha sufrido una serie de modificaciones como la construcción de nuevos vestuarios, nuevas cubiertas en los graderíos o la construcción de un campo anexo de entrenamientos. En verano de 2010 el estadio sufrió una ampliación al construir una grada en el fondo sur. Junto a la grada lateral de tribuna, eran los únicos espacios donde los espectadores estaban sentados. La grada sur se inauguró el 24 de noviembre de 2010 con un partido amistoso ante la Real Sociedad de primera división con un resultado de 3:1 a favor de los locales.
En verano de 2015, se derrumbó la antigua grada de "General", para construir un graderío más grande, dotado de 3250 espectadores sentados para adaptar el estadio a las normativas de la Liga de Fútbol Profesional, se inauguró el 23 de agosto de 2015 en el partido disputado entre el CD Mirandés y el Real Zaragoza con el resultado de 1-1, correspondiente a la jornada 1 de la Segunda División de España (Liga Adelante por motivos de patrocinio) 2015/16.
En julio de 2025 se derribó la histórica tribuna principal que databa de 1949 para levantar una nueva grada adaptada a las necesidades del fútbol profesional. Número de asientos pasará de 700 a 1800, y se construirán nuevos vestuarios, cabinas y sala de prensa, palcos, salas privadas, etc.
Tras esta intervención en el estadio, el aforo total aumentará a los 6800 espectadores.
Por Anduva han pasado a lo largo de la historia diferentes equipos de entidad como el Athletic Club, R. Betis, Málaga C. F., Real Sociedad, R. Zaragoza, Sevilla F. C., Villareal C. F., R. C. D. Espanyol o Valencia C. F. entre otros, pero el acontecimiento de mayor relevancia ocurrió el 28 de febrero de 2006, cuando se celebró el único encuentro internacional que el estadio ha albergado. El partido enfrentó a la selección de fútbol de España sub-21 contra la selección de fútbol de Polonia sub-21 y cuyo resultado final fue de 0-1 para los visitantes. Aunque no fue oficial, la selección de fútbol de Guinea Ecuatorial también jugó en Anduva el 8 de agosto de 2006 en un triangular contra el Club Deportivo Numancia y Club Deportivo Mirandés.

### Estadios anteriores
Anterior a este estadio, el club rojillo disputó sus encuentros en otros escenarios. Durante el primer año de vida, el Club Deportivo Mirandés jugó en el Campo de Kronne que se ubicaba entre la Carretera de Logroño y la Avenida República Argentina. Al año siguiente el equipo se trasladó a otro campo, y el 26 de mayo de 1928 se disputó el primer partido en el Campo de La Estación. El partido inaugural de este campo enfrentó al CD Mirandés contra el Club Ciclista, otro equipo local, y se saldó con una victoria mirandesista por 7 goles a 1. El club permaneció en el Campo de La Estación hasta la inauguración del Estadio de Anduva en 1950.

## Ubicación
El Estadio Municipal de Anduva se encuentra en la carretera de Anduva, en el distrito del mismo nombre. A pesar de la antigüedad del estadio, está enclavado en una zona de expansión urbanística. En las inmediaciones se ubica el Hangar de las Artes.

## Partidos de la selección española sub-21 disputados en Anduva
| 28 de febrero de 2006 | España | 0 - 1   | Polonia       | Estadio de Anduva, Miranda de Ebro                                             |                                                                                |
|                       |        | Reporte | Piszczek' 23' | Asistencia: 4.000 espectadores Árbitro(s): Paulo Manuel Gomes Costa (Portugal) | Asistencia: 4.000 espectadores Árbitro(s): Paulo Manuel Gomes Costa (Portugal) |